# Lophophorini
Lophophorini — триба куроподібних птахів родини фазанових (Phasianidae). Включає 10 видів у трьох родах, що поширені в Азії. Цей таксон був підтверджений філогенетичним аналізом куроподібних у 2021 році та прийнятий Міжнародним орнітологічним конгресом. Назва триби прийнята в «Повному контрольному списку птахів світу Говарда і Мура».

## Класифікація
- Трагопан (Tragopan) Cuvier, 1829 non Gray 1841 — 5 видів;
- Кундик (Tetraophasis) Elliot, 1871 — 2 види;
- Монал (Lophophorus) Temminck, 1813 non Agassiz 1846 — 3 види.